# Diocèse de Mbujimayi
Le diocèse de Mbujimayi (en latin Dioecesis Mbugimayensis) est un diocèse catholique de République démocratique du Congo suffragant de l'archidiocèse de Kananga. 

## Territoire
Le siège épiscopal est la ville de Mbujimayi où se situe la cathédrale Saint-Jean-Baptiste. En 2021, le territoire est subdivisé en 128 paroisses.

## Histoire
L'administration apostolique de Mbuji-Mayi est créée en 1963 à partir de territoires de l'actuel archidiocèse de Kananga et du diocèse de Kabinda. 
Le 3 mai 1966, par la bulle Qui benignissimo, le pape Paul VI, élève l'administration apostolique en diocèse de Mbujimayi, suffragant de l'archidiocèse de Kananga. Joseph Ngogi Nkongolo, premier évêque, est le seul à avoir exercé à la fonction d'administrateur apostolique entre 1963 et 1966. 

## Chronologie des évêques
- Joseph Ngogi Nkongolo (3 mai 1966 - 26 novembre 1991)
- Tharcisse Tshibangu Tshishiku (26 novembre 1991 - 1er août 2009)
- Bernard-Emmanuel Kasanda Mulenga (depuis le 1er août 2009)

### Évêque auxiliaire
- Bernard-Emmanuel Kasanda Mulenga (14 février 1998 - 1er août 2009), nommé évêque de Mbujimayi

## Statistiques
| année | baptisés  | population totale | pourcentage | prêtres (total) | prêtres séculiers | prêtres réguliers | catholiques par prêtre | diacres | religieux | religieuses | paroisses |
| ----- | --------- | ----------------- | ----------- | --------------- | ----------------- | ----------------- | ---------------------- | ------- | --------- | ----------- | --------- |
| 1968  | 400 000   | 1 500 000         | 26,7        | 103             | 56                | 47                | 3 883                  |         | 32        | 204         | 28        |
| 1980  | 500 000   | 1 048 076         | 47,7        | 61              | 42                | 19                | 8 196                  |         | 103       | 98          | 30        |
| 1990  | 479 000   | 1 310 000         | 36,6        | 99              | 80                | 19                | 4 838                  |         | 55        | 170         | 46        |
| 1997  | 906 000   | 1 501 000         | 60,4        | 145             | 133               | 12                | 6 248                  |         | 103       | 264         | 70        |
| 2002  | 2 200 000 | 4 000 000         | 55,0        | 142             | 123               | 19                | 15 492                 |         | 110       | 293         | 78        |
| 2003  | 2 200 000 | 4 000 000         | 55,0        | 140             | 119               | 21                | 15 714                 |         | 107       | 307         | 78        |
| 2004  | 2 500 000 | 4 000 000         | 62,5        | 141             | 120               | 21                | 17 730                 |         | 99        | 278         | 77        |
| 2013  | 2 528 000 | 4 662 000         | 54,2        | 148             | 118               | 30                | 17 081                 |         | 107       | 332         | 97        |
| 2016  | 2 735 508 | 5 044 396         | 54,2        | 187             | 152               | 35                | 14 628                 |         | 115       | 320         | 93        |
| 2019  | 2 091 860 | 4 185 800         | 50,0        | 201             | 147               | 54                | 10 407                 |         | 130       | 342         | 106       |
| 2021  | 2 389 500 | 4 500 000         | 53,1        | 185             | 148               | 37                | 12 916                 |         | 144       | 327         | 128       |